# Unlimited (工藤静香のアルバム)
『unlimited』（アンリミテッド）は、工藤静香の3枚目のベスト・アルバム。1990年11月14日に発売された。発売元はポニーキャニオン。

## 概要
タイトルの ″unlimited″には ″無限の″、″無制限の″ などの意味がある。
『gradation』（1988年11月30日）、『HARVEST』（1989年12月6日）に続く3枚目のベスト・アルバムで、ソロ・デビューシングル「禁断のテレパシー」（1987年8月31日）から、11枚目のシングル「私について」（1990年9月21日）までのA面曲が発売順に収録されている。「禁断のテレパシー」から「MUGO・ん…色っぽい」（1988年8月24日）までの5曲は、新アレンジ及びボーカルが新たにレコーディングされたバージョンとなっている。
12曲目の「恋模様」は、本作のために書き下ろされた楽曲であり、工藤自身が ″愛絵理″ 名義で作詞を手掛けている。
本作のオリジナル・カラオケ盤も発売されている。

## 収録曲
| 全作曲: 後藤次利。 |                                               |            |            |          |      |
| #                  | タイトル                                      | 作詞       | 作曲・編曲 | 編曲     | 時間 |
| 1.                 | 「禁断のテレパシー」(Vocal New Version)       | 秋元康     | 後藤次利   | 後藤次利 | 3:55 |
| 2.                 | 「Again」(Vocal New Version)                  | 秋元康     | 後藤次利   | 後藤次利 | 4:15 |
| 3.                 | 「抱いてくれたらいいのに」(Vocal New Version) | 秋元康     | 後藤次利   | 後藤次利 | 5:15 |
| 4.                 | 「FU-JI-TSU」(Vocal New Version)              | 中島みゆき | 後藤次利   | 後藤次利 | 4:03 |
| 5.                 | 「MUGO・ん…色っぽい」(Vocal New Version)      | 中島みゆき | 後藤次利   | 後藤次利 | 3:55 |
| 6.                 | 「恋一夜」                                    | 松井五郎   | 後藤次利   | 後藤次利 | 4:32 |
| 7.                 | 「嵐の素顔」                                  | 三浦徳子   | 後藤次利   | 後藤次利 | 3:31 |
| 8.                 | 「黄砂に吹かれて」                            | 中島みゆき | 後藤次利   | 後藤次利 | 3:50 |
| 9.                 | 「くちびるから媚薬」                          | 松井五郎   | 後藤次利   | Draw4    | 3:56 |
| 10.                | 「千流の雫」                                  | 愛絵理     | 後藤次利   | Draw4    | 4:42 |
| 11.                | 「私について」                                | 中島みゆき | 後藤次利   | Draw4    | 4:07 |
| 12.                | 「恋模様」                                    | 愛絵理     | 後藤次利   | Draw4    | 4:46 |
| 合計時間:          | 合計時間:                                     | 合計時間:  | 合計時間:  | 50:47    |      |

### 楽曲解説
1. 禁断のテレパシー（Vocal New Version）
  - ソロデビューシングル。アルバム『ミステリアス』（1988年1月21日）にも収録。
2. Again（Vocal New Version）
  - 2ndシングル。アルバム『ミステリアス』にも収録。
3. 抱いてくれたらいいのに（Vocal New Version）
  - 3rdシングル。
4. FU-JI-TSU（Vocal New Version）
  - 4thシングル。ミニアルバム『静香』（1988年7月21日）にも収録。
5. MUGO・ん…色っぽい（Vocal New Version）
  - 5thシングル。
6. 恋一夜
  - 6thシングル。アルバム『JOY』（1989年3月15日）にも収録。
7. 嵐の素顔
  - 7thシングル。
8. 黄砂に吹かれて
  - 8thシングル。
9. くちびるから媚薬
  - 9thシングル。アルバム『rosette』（1990年4月4日）にも収録。
10. 千流の雫
  - 10thシングル。アルバム初収録。
11. 私について
  - 11thシングル。アルバム初収録。
12. 恋模様
  - 本作のために書き下ろされた楽曲。

## 関連作品
- 恋模様
  - Best of Ballade カレント